# Triunghi de aur

Triunghi de aur. Raportul a/b este secțiunea de aur φ. Unghiul apexului este de, iar cele de la bază au câte.

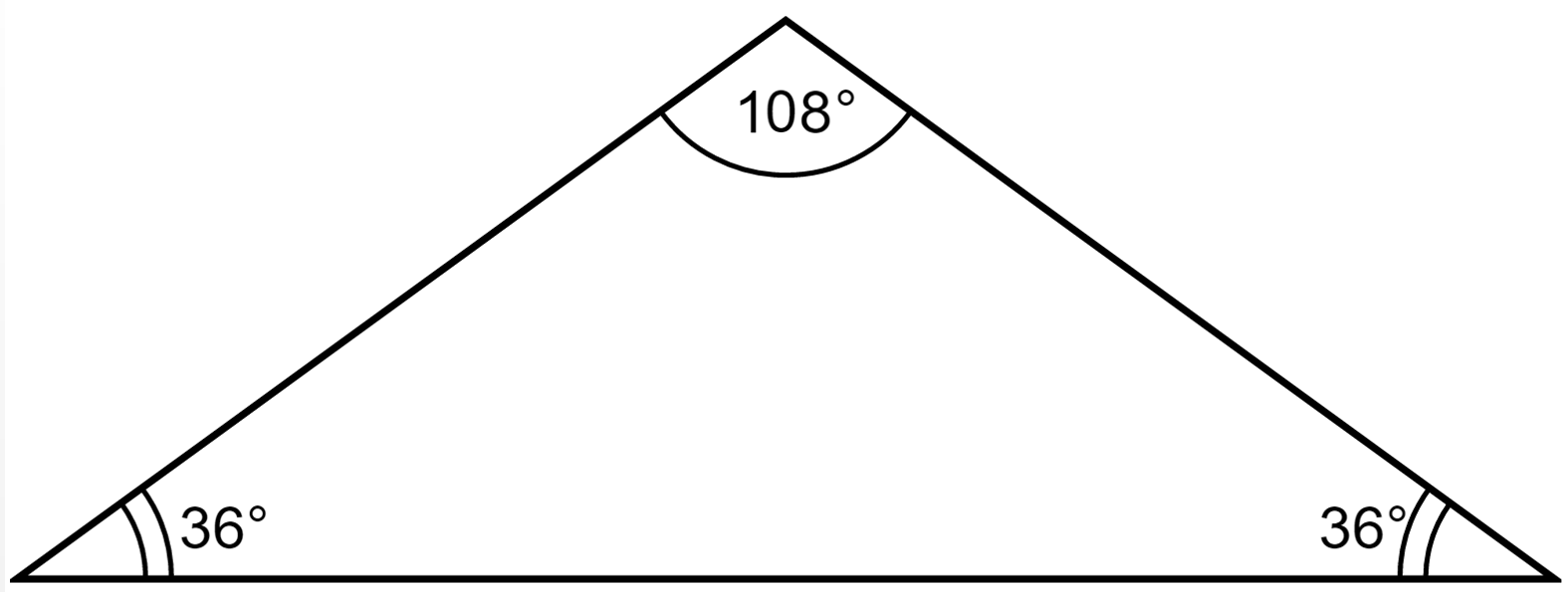
Gnomon de aur. Raportul dintre bază și laturile egale este secțiunea de aur φ.

Triunghiul de aur, numit și triunghiul sublim, este un triunghi isoscel în care raportul dintre lungimile celor două laturi egale și a bazei este egal cu secțiunea de aur φ:
{\displaystyle {a \over b}=\varphi ={1+{\sqrt {5}} \over 2}\approx 1,618~034}.

## Unghiuri
Triunghiul de aur este un triunghi isoscel ascuțitunghic cu unghiul apexului de:
{\displaystyle \theta =2\arcsin {b \over 2a}=2\arcsin {1 \over 2\varphi }=2\arcsin {{{\sqrt {5}}-1} \over 4}={\pi  \over 5}~{\text{rad}}=36^{\circ }.}
Deoarece suma unghiurilor unui triunghi este {\displaystyle \pi } radiani, fiecare dintre unghiurile de la bază (CBX și CXB) este:
{\displaystyle \beta ={{\pi -{\pi  \over 5}} \over 2}~{\text{rad}}={2\pi  \over 5}~{\text{rad}}=72^{\circ }.}
Notă:
{\displaystyle \beta =\arccos \left({\frac {{\sqrt {5}}-1}{4}}\right)\,{\text{rad}}={2\pi  \over 5}~{\text{rad}}=72^{\circ }.}
Triunghiul de aur este identificat în mod unic ca fiind singurul triunghi care are cele trei unghiuri în raportul 1 : 2 : 2 (36°, 72°, 72°).

## În alte figuri geometrice
- Triunghiurile de aur pot fi găsite în vârfurile pentagramelor regulate.
- Triunghiurile de aur pot fi găsite și într-un decagon regulat prin conectarea oricăror două vârfuri adiacente la centru. Acest lucru se datorează faptului că: 180(10−2)/10 = 144° este unghiul interior, iar bisectoarea unghiului de vârf dă: 144/2 = 72°.[1]
- De asemenea, triunghiurile de aur se găsesc în mai multe stelări ale dodecaedrelor și icosaedrelor.

### Spirală logaritmică

Triunghiuri de aur înscrise într-o spirală logaritmică

Triunghiul de aur este folosit pentru a forma unele puncte ale unei spirale logaritmice. Prin divizarea în două a unuia dintre unghiurile de bază se creează un nou punct care, la rândul său, formează un alt triunghi de aur.
Procesul poate fi continuat la nesfârșit, creând un număr infinit de triunghiuri de aur. O spirală logaritmică poate fi trasată prin aceste vârfuri. Această spirală este cunoscută și sub numele de spirală echiunghiulară, termen creat de René Descartes. „Dacă o linie dreaptă este trasată de la pol la orice punct al curbei, aceasta taie curba exact în același unghi”, de unde denumirea de „echiunghiulară”.

## Gnomon de aur

Triunghi de aur divizat în triunghiuri Robinson: triunghi de aur și gnomon de aur

Pentagramă regulată. Fiecare colț este un triunghi de aur. Figura mai conține cinci gnomoane de aur „mici”, realizate prin unirea a doua colturi ale „micului” pentagon central care nu sunt adiacente. Desenând cele cinci laturi ale pentagonului „mare” în jurul pentagramei se formează cinci gnomoane „mari” de aur.

Strâns legat de triunghiul de aur este gnomonul de aur, care este triunghiul isoscel în care raportul dintre lungimile laturilor egale și lungimea bazei este inversul secțiunii de aur {\displaystyle {\tfrac {1}{\varphi }}}.
{\displaystyle {a' \over b'}={1 \over \varphi }={{{\sqrt {5}}-1} \over 2}\approx 0,618034.}

### Unghiuri
Deoarece gnomonul de aur este un triunghi isoscel obtuzunghic, distanțele AX și CX sunt ambele a′ = a = φ, iar distanța AC este b′ = φ2, cum se vede în imagine.
Unghiul apexului AXC este:
{\displaystyle \theta '=2\arcsin {b' \over {2a'}}=2\arcsin {{\varphi ^{2}} \over {2\varphi }}=2\arcsin {{1+{\sqrt {5}}} \over 4}={3\pi  \over 5}~{\text{rad}}=108^{\circ }.}
Notă:
{\displaystyle \theta '=\arccos \left({\frac {1-{\sqrt {5}}}{4}}\right)\,{\text{rad}}={3\pi  \over 5}~{\text{rad}}=108^{\circ }.}
Deoarece suma unghiurilor triunghiului AXC este {\displaystyle \pi } radiani, fiecare dintre unghiurile de la bază (CAX și ACX) este
{\displaystyle \beta '=\theta ={\pi -{3\pi  \over 5} \over 2}~{\text{rad}}={\pi  \over 5}~{\text{rad}}=36^{\circ }.}
Notă:
{\displaystyle \beta '=\theta =\arccos \left({\frac {1+{\sqrt {5}}}{4}}\right)\,{\text{rad}}={\pi  \over 5}~{\text{rad}}=36^{\circ }.}
Gnomonul de aur este identificat în mod unic ca fiind singurul triunghi care are cele trei unghiuri în raportul 1 : 1 : 3 (36°, 36°, 108°). Unghiurile de la bază au câte 36°, la fel ca apexul triunghiului de aur.

## Pavări
Un triunghi de aur și două gnomoane de aur formează un pentagon regulat
Aceste triunghiuri isoscele pot fi folosite pentru a produce pavări Penrose⁠(d). Pavările Penrose sunt formate din romboizi convecși și concavi. Romboidul convex este format din două triunghiuri de aur, iar cel concav din două gnomoane de aur.